# Provinz al-Dschauf
al-Dschauf (arabisch الجوف, DMG al-Ǧauf, auch Al Jawf) ist eine der 13 Provinzen Saudi-Arabiens. Sie befindet sich im Norden des Landes. Dschauf hat 595.822 Einwohner (Volkszählung 2022), die Fläche der Provinz beträgt 100.212 km². Dschauf grenzt im Uhrzeigersinn an die Provinzen al-Hudud asch-schamaliyya, Ha'il und Tabuk, sowie  an Jordanien. Die Provinz besteht aus den beiden Depressionen von Wadi Sirhan und al-Dschauba nördlich der Nefud-Wüste.
Hauptstadt der Provinz ist Sakaka, Provinzgouverneur ist seit Dezember 2018 Faisal bin Nawaf Al Saud. Die Provinz gliedert sich in drei Gouvernements:
- Sakākā (Hauptstadt: Sakaka)
- al-Quraiyāt (Hauptstadt: al-Qurayyat)
- Dūmat al-Dschandal (Hauptstadt: Dūmat al-Dschandal)

## Geschichte
Die Geschichte der menschlichen Besiedlung der Region reicht zurück bis ins frühe Paläolithikum, das älteste Zeugnis davon ist das Wadi asch-Schuwaimiyya im Oman. Die Mustatil-Bauten und die voluminösen, durch Erosion beschädigten Dromedarreliefs in der Provinz al-Dschauf, im Norden, stammen aus dem Neolithikum. 
Dumat al-Dschandal war Zentrum des ältesten bekannten arabischen Staatsgebildes. Vom dritten vorchristlichen Jahrhundert bis zum Beginn des zweiten Jahrhunderts n. Chr. herrschten die Nabatäer über al-Dschauf. Die Region war von strategischer Bedeutung, da sie an einer Handelsroute nach Osten gelegen war.
Im Jahr 630 war al-Dschauf eine der ersten Regionen, in der der Islam als Religion eingeführt wurde. In abbasidischer Zeit verlor al-Dschauf seine ökonomische Bedeutung. 1793 übernahmen die Al Saud die Macht über das Gebiet, das im 19. Jahrhundert aber von den Osmanen erobert werden konnte. Unter Abd al-Aziz Al Saud kam al-Dschauf zum entstehenden Saudi-Arabien. Zu jener Zeit wurde die Hauptstadt der Region von Dumat al-Dschandal nach Sakaka verlegt.

## Gouverneure
Der Zeitraum für die Gouverneure bis Sultan bin Abdul Rahman Al Sudairi ist in Jahreszahlen des Islamischen Kalenders angegeben. Das Jahr 1419 n. H. entspricht hier dem Jahr 1998 n. Chr.
| Namen                                    | Zeitraum          | ernannt von     |
| ---------------------------------------- | ----------------- | --------------- |
| Assaf Al Hussein                         | 1341–1343 n. H.   | König Abdulaziz |
| Abdullah bin Mohammed bin Aqil Al Tamimi | 1343–1345 n. H.   | König Abdulaziz |
| Abdul Rahman bin Saeed                   | 1347–1348 n. H.   | König Abdulaziz |
| Ibrahim bin Abdul Rahman Al Nashmi       | 1348–1349 n. H.   | König Abdulaziz |
| Turki bin Ahmed Al Sudairi               | 1349–1351 n. H.   | König Abdulaziz |
| Abdulaziz bin Ahmed Al Sudairi           | 1352–1357 n. H.   | König Abdulaziz |
| Mohammed bin Ahmed Al Sudairi            | 1357–1362 n. H.   | König Abdulaziz |
| Abdul Rahman bin Ahmed Al Sudairi        | 1362–1410 n. H.   | König Abdulaziz |
| Sultan bin Abdul Rahman Al Sudairi       | 1410–1419 n. H.   | König Fahd      |
| Abdulilah bin Abdulaziz Al Saud          | 1998–2002 n. Chr. | König Fahd      |
| Fahd bin Badr Al Saud                    | 2002–2018 n. Chr. | König Fahd      |
| Badr bin Sultan Al Saud                  | 2018              | König Salman    |
| Faisal bin Nawaf Al Saud                 | seit 2018         | König Salman    |